# مارگارت اورسولا جونز
مارگارت اورسولا جونز (انگلیسی: Margaret Ursula Jones; ۱۶ مهٔ ۱۹۱۶ – ۲۳ مارس ۲۰۰۱) یک باستان‌شناس انگلیسی بود که بیشتر به خاطر هدایت کاوش‌های بزرگ در اسکس شناخته می‌شود. جونز که در برکن‌هد به دنیا آمد، اولین بار در حین تحصیل در دانشگاه لیورپول، جایی که در کاوش‌ها داوطلب شد، درگیر باستان‌شناسی شد.
او پس از فارغ‌التحصیلی به عنوان عکاس خبرنگار آزاد کار کرد، در حالی که به کار داوطلبانه در کاوش‌های باستان‌شناسی در سراسر بریتانیا ادامه داد. در سال ۱۹۵۶، جونز به عنوان یک باستان‌شناس آزاد شروع به کار برای وزارت کار کرد. او در تعداد بسیاری از مکان‌ها کار می‌کرد، اما بیشتر به خاطر حفاری‌هایش در ماکینگ، یک سکونتگاه اصلی آنگلوساکسون و گورستان مرتبط، با یافته‌هایی از عصر حجر تا قرون وسطی شناخته می‌شود.
حفاری ماکینگ که جونز از سال ۱۹۶۵ تا ۱۹۷۸ آن را مدیریت کرد، به بزرگ‌ترین کاوش باستان‌شناسی بریتانیا تبدیل شد. حجم بی‌سابقه‌ای از مطالب را تولید کرد، اگرچه برخی از باستان‌شناسان دانشگاهی از این واقعیت انتقاد کرده‌اند که نتایج تا دهه‌ها پس از پایان کاوش‌ها به صورت چاپی منتشر نشدند. کار جونز در ماکینگ و همچنین نقش او در تأسیس گروه کمپین نجات، در ایجاد باستان‌شناسی تجاری مدرن در بریتانیا تأثیرگذار بود.

## زندگی
مارگارت اورسولا اوون در ۱۶ می ۱۹۱۶ از والدینی از طبقه متوسط در بیرکنهد متولد شد. او قبل از ادامه تحصیل در رشته جغرافیا در دانشگاه لیورپول در دبیرستان دخترانه کالدر در لیورپول تحصیل کرد.
در لیورپول، جونز توسط باستان‌شناس WJ Varley آموزش داده شد و در اواخر دهه ۱۹۳۰ در حفاری‌های خود در تپه‌ها در چشر داوطلب شد. در این حفاری‌ها او تام جونز، یکی دیگر از دستیاران وارلی را ملاقات کرد. تام جونز یکی از اعضای باشگاه قایقرانی دانشگاه بود که وارلی مربی آن بود، که در ژوئن ۱۹۴۰ با او مارگارت ازدواج کرد
جونز در طول جنگ جهانی دوم به عنوان داوطلب کار می‌کرد. پس از آن، او و همسرش به هرفورد نقل مکان کردند و به عنوان عکاسی خبری آزاد امرار معاش کردند. مارگارت مقالاتی را برای همراهی با عکس‌های گرفته شده توسط تام نوشت.

## حرفه
جونزها در حالی که به عنوان خبرنگار عکاسی کار می‌کردند، به کار داوطلبانه در کاوش‌های باستان‌شناسی در سراسر بریتانیا ادامه دادند و در سال ۱۹۵۶ مارگارت به عنوان یک باستان‌شناس آزاد برای وزارت کار شروع به کار کرد. در آن زمان وزارتخانه مسئول نگهداری از بناهای باستانی و رونق ساخت و ساز پس از جنگ بود. نیروی کار کوچکی از باستان شناسان دوره‌گرد برای حفاری این مکان‌ها قبل از توسعه به کار گرفته شدند. بین سال‌های ۱۹۵۶ و ۱۹۶۵، مارگارت جونز تعدادی از این کاوش‌ها را در باکینگهام‌شر، یورکشایر و لینکلن‌شر (از جمله اولد اسلیفورد) هدایت کرد.
در سال ۱۹۶۵، وزارت کار از جونز خواست تا حفاری در لینفورد، یک گودال شن در نزدیکی دهکده ماکینگ در رودخانه تیمز انجام دهد. این مکان در عکس‌های هوایی که توسط کنت سنت جوزف گرفته شده بود، کشف شده بود و توسط انجمن تاریخ محلی تأیید شده بود. این بررسی‌های اولیه منجر به این شد که این مکان به‌عنوان بنای یادبود برنامه‌ریزی‌شده بر اساس قانون آثار باستانی ۱۹۳۱ تعیین شود و از آنجایی که استخراج شرکت شن آن را تهدید می‌کرد، وزارتخانه را بر آن داشت تا یک حفاری اکتشافی را انجام دهد. جونز به سرعت به این نتیجه رسید که نشانه‌ها نشان دهنده یک مکان گسترده با بقایای عصر آهن، رومی، آنگلوساکسون و اوایل قرون وسطی است. بر این اساس، وزارت قرارداد او را تمدید کرد و حفاری کامل سایت را آغاز کرد.
حفاری ماکینگ قرار بود به بزرگ‌ترین حفاری در بریتانیا تبدیل شود. جونز برای جلوگیری از نابودی آن توسط شرکت شن مالک آن، با کمک شوهرش تام، به مدت ۱۳ سال به‌طور مداوم کار در این سایت را هدایت کرد. به‌طور غیرمعمول، آنها در تمام طول سال حفاری می‌کردند، در یک کاروان کوچک زندگی می‌کردند و نیروی کاری متشکل از باستان شناسان و داوطلبان آزاد از سراسر جهان را به کار می‌گرفتند. هنگامی که سرانجام در سال ۱۹۷۸ حفاری تکمیل شد، کاوش‌ها ۴۴ هکتار را پوشش داد و ۴۴۰۰۰ اثر باستان‌شناسی از جمله مقبره‌های بیکر را ثبت کردند.
به عنوان بزرگ‌ترین کاوش در بریتانیا، ماکینگ در اواخر دهه ۱۹۶۰ و ۱۹۷۰ در میان باستان شناسان شهرت داشت. بسیاری از باستان شناسان جوان از جمله مایک پیتس، پل بارفورد و مونیکا بارنز از این مکان شروع به کار کردند. این سایت با بودجه محدود اداره می‌شد و شرایط زندگی در آنجا بد بود. خود جونز نیز به عنوان یک شخصیت عجیب و غریب و ترسناک شهرت پیدا کرد. او به خاطر انتشار یادداشت‌های کوتاه با امضای ساده "–muj" معروف بود.
پس از تکمیل کاوش‌های ماکینگ در سال ۱۹۷۸، خانواده جونز از باستان‌شناسی بازنشسته شدند و به کلبه خود در هرفورد بازگشتند. مارگارت حامی انجمن تاریخ محلی (منبع بسیاری از داوطلبان حفاری ماکینگ) شد و در بسیاری از کمیته‌های باستان‌شناسی دیگر در اسکس حضور داشت. در این نقش، او مرتباً برای دانش‌آموزان در سراسر شهرستان سخنرانی می‌کرد و تورهای راهنما و صحبت می‌کرد.
مارگارت جونز در ۲۳ مارس ۲۰۰۱ درگذشت. در سال‌های آخر زندگی، او از بیماری پارکینسون رنج می‌برد و شوهرش تام، در سال ۱۹۹۳ بر اثر سکته مغزی درگذشت.